# 天宮遥
天宮 遥（あまみや はるか）は、兵庫県神戸市出身・在住のピアニスト、シンガーソングライター。血液型O型。156cm。

## 略歴
4歳からピアノを始め、現在では神戸を中心にピアノコンサートを開催している。
ピアニスト、シンガーソングライターとしても活動しており、これまでにマキシシングル4枚、アルバム１枚をリリースしている。
映画音楽やCMソングを手掛ける他、国内で希少な１９２０年代を中心としたサイレント映画の伴奏者として活動している。
ラジオ関西で放送中の『天宮遥の私はピアノ』の特別番組は、2009年に日本民間放送連盟賞ラジオエンターテインメント部門で全国優秀賞を受賞した。
『ラジオ番組表2014 春号』（三才ブックス発行）において「読者が選ぶ好きなＤＪランキング」ＡＭ部門で全国２位にエントリーされている。
近年はラジオ関西でディレクターとして番組制作にも携わっている。神戸大学発達科学部卒業。兵庫教育大学大学院修了。
2017年、兵庫県交通安全協会広報大使に任命された。

## 出演番組

### 現在
- 天宮遥の私はピアノ（ラジオ関西）
- Clip 木曜日（ラジオ関西）
- KOBE RESORT CRUISE（ラジオ関西）
- 神戸大学☆夢ラボ（ラジオ関西）[2]

### 過去
- Close to you天宮遥（Kiss-FM KOBE、サウンドクルー）
- こんにちよ～!原田伸郎です。（ラジオ関西、ラジオカーレポーター）
- 原田伸郎 のびのび金ようび！（ラジオ関西 2018年4月 - 2024年3月）
- Sanae's カフェ（ラジオ関西、月・火曜 専属ピアニスト）
- 天宮遥のウキウキぴあのCINEMA（ラジオ関西）
- 天宮遥音楽館　春初秋冬（サンテレビ）
- Music Tour（ラジオ関西・東海ラジオ・北陸放送）
- 天宮遥のわたしはピアノ夜はスロータッチ（ラジオ関西）
- 田辺眞人のまっこと！ラジオアシスタント（ラジオ関西）
- JAZZ LIVE in SONE（ラジオ関西）
- ばんばひろふみ!ラジオ・DE・しょー! （ラジオ関西、ベストセラーを読む - 2009年4月-2019年3月）
- ラピスモーニング（ラジオ関西）
- WE LOVE ROCK（ラジオ関西）
- Cruising Cafe （ラジオ関西）

## その他の作品
- 兵庫県交通安全協会「ルールくんとマナーちゃんの歌」（作詞・作曲・演奏・歌唱）
  - この歌は、兵庫県交通安全協会のWebサイト内の 「ルールくんとマナーちゃんの歌」  より、再生およびダウンロード、歌詞の確認のすべてが無料で可能。
- おもしろ神戸・兵庫学（BGM作曲）
- み〜んなおいで元気な子! QQ体操（作詞・作曲）
- ラジオ関西 防犯キャンペーンナレーション
- 神戸新聞モバイル　サウンドロゴ
- 朝日放送 CMソング
- Kiss-FM CMソング
- PEPPY CMソング

## 現在発売中のCD
- Dear Cloud
- IZUMI
- 蒼い花
- ひと粒の真珠から
- Life Is Beautiful（天宮遥、初のピアノアルバム。ラジオ関西オンラインストア で購入可能。）